# 諾斯特拉普岩
諾斯特拉普岩（英語：Northtrap Rocks），是南極洲的岩石，位於葛拉漢地的迪維爾島，處於洪卡爾角西北面，由英國南極名稱諮詢委員會命名，現時由南極條約體系管理。